# Defence Force SC
Defence Force Sport Club w skrócie Defence Force SC – etiopski klub piłkarski grający w pierwszej lidze etiopskiej, mający siedzibę w mieście Addis Abeba.

## Sukcesy
- I liga[1]:
  - mistrzostwo (11): 1949, 1951, 1952, 1953, 1954, 1956, 1976, 1982, 1984, 1988, 1989

- Puchar Etiopii[2]:
  - zwycięstwo (14): 1946, 1949, 1950, 1951, 1954, 1955, 1956, 1975, 1982, 1990, 2006, 2013, 2015, 2018

## Występy w afrykańskich pucharach
| Sezon     | Rozgrywki                 | Runda       | Kraj     | Klub                              | Dom | Wyjazd | Dwumecz |
| --------- | ------------------------- | ----------- | -------- | --------------------------------- | --- | ------ | ------- |
| 1976      | Puchar Zdobywców Pucharów | 1           | Tanzania | Youth League FC                   | 5–2 | 1–2    | 6–4     |
| 1976      | Puchar Zdobywców Pucharów | ćwierćfinał | Egipt    | Zamalek SC                        | 2–0 | 0–6    | 2–6     |
| 1977      | Puchar Mistrzów           | 1           | Uganda   | Kampala Capital City Authority FC | 0–3 | 0–1    | 0–4     |
| 1985      | Puchar Mistrzów           | wstępna     | Burundi  | Vital’O FC                        | 1–2 | 0–2    | 1–4     |
| 1991      | Puchar Zdobywców Pucharów | 1           |          | Al-Madina SC                      | –   | –      | –       |
| 2007      | Puchar Konfederacji       | wstępna     | Botswana | Notwane FC                        | 1–0 | 1–1    | 2–1     |
| 2007      | Puchar Konfederacji       | 1           | Rwanda   | Atraco FC                         | 1–0 | 0–2    | 1–2     |
| 2014      | Puchar Konfederacji       | wstępna     | Kenia    | AFC Leopards                      | 1–2 | 0–2    | 1–4     |
| 2016      | Puchar Konfederacji       | wstępna     | Egipt    | Misr Lel-Makkasa SC               | 1–3 | 0–3    | 1–6     |
| 2017      | Puchar Konfederacji       | wstępna     | Kamerun  | Yong Sports Academy               | 1–0 | 0–2    | 1–2     |
| 2018/2019 | Puchar Konfederacji       | wstępna     | Nigeria  | Enugu Rangers                     | 1–3 | 0–2    | 1–5     |

## Stadion
Domowe mecze klub rozgrywa na stadionie o nazwie Addis Abeba Stadium w Addis Abebie, który może pomieścić 35000 widzów.

## Reprezentanci kraju grający w klubie od 2007 roku
Stan na kwiecień 2023.
| - Mentesenot Adane - Tesfaye Alebachew - Fikadu Alemu - Fitsum Alemu - Fasika Asefaw - Dawit Assefa - Tediros Bekele - Tesfaye Bekele - Benyam Belay - Samuel Degefe - Sisay Demissie - Chala Dereba - Bereket Desta - Michael Desta - Dawit Estifanos - Manaye Fantu - Fitsum Gebremariam - Baye Gezahegn - Behailu Girma - Binyam Habtamu - Aynalem Hailu - Bedaso Hora - Mesfin Kidane | - Yidnikachrew Kidane - Abel Mamo - Kenean Markneh - Mohammed Nasser - Oumed Oukri - Ahmed Reshid - Jemal Sadat - Samuel Saliso - Nejib Sani - Teklemariam Shanko - Firew Solomon - Jemal Tassew - Dagim Tefera - Shimelis Tegegne - Addisu Tesfaye - Anteneh Tesfaye - Abebe Tilahun - Munualem Tilahun - Tilahun Wolde - Miniylu Wondimu - Samuel Wuhib - Desta Yohannes - Emmanuel Saban Laryea |